# Pleijweg

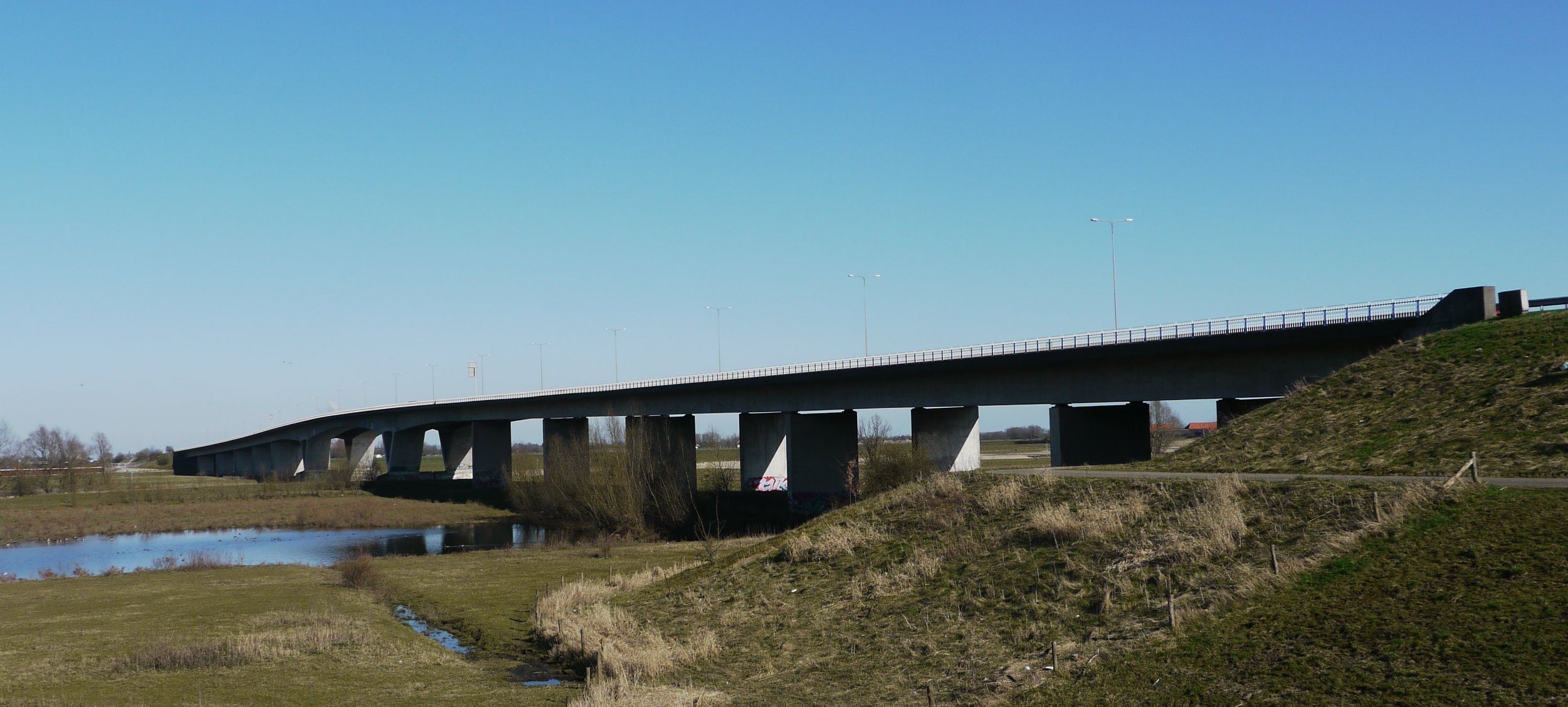
De Andrej Sacharovbrug, waar de Pleijweg de Nederrijn kruist

De Pleijweg, ook wel Pleijroute genoemd, is een tracé van de N325, die Nijmegen en Arnhem verbindt. De Pleijweg, aangelegd in 1987 en 1988, loopt zuidelijk om Arnhem heen en is een belangrijke ontsluitingsweg in de Stadsregio Arnhem Nijmegen (SAN).
Het noordoostelijke einde ligt bij knooppunt Velperbroek bij Velp, waar de weg bij de kruising met de A12 aansluit op de A348. Aan het zuidoostelijke einde, op het Nijmeegseplein, kan men rechtdoor over de N225, terwijl de A325 naar het zuiden knikt.

## Verkeersafwikkeling
Op de Pleijweg geldt vanwege milieu- en geluidsnormen sinds 2007 een maximumsnelheid van 80 kilometer per uur. De aanleg van de Pleijweg met de in 1987 geopende Andrej Sacharovbrug heeft de twee bestaande Rijnbruggen, de John Frostbrug en de Nelson Mandelabrug sterk ontlast. Daardoor is de verkeersdruk in het centrum van Arnhem enorm afgenomen.
De maximumsnelheid op de weg is 80 km/uur. Intensief gebruik veroorzaakt dagelijks files in beide richtingen.

## Rijstroken en snelheid
| Traject                                                | Aantal rijstroken | Maximumsnelheid |
| ------------------------------------------------------ | ----------------- | --------------- |
| Knooppunt Velperbroek – kruising IJsseloord/Presikhaaf | 2×3               | 80 km/h         |
| Kruising IJsseloord/Presikhaaf – Nijmeegseplein        | 2×2               | 80 km/h         |

## Markante punten
Een karakteristiek deel van de route is de in 1987 geopende Andrej Sacharovbrug over de Nederrijn, die Arnhem-Noord en -Zuid met elkaar verbindt. Over de brug liggen op beide rijbanen twee rijstroken zonder vluchtstrook. Aan de stadszijde van de brug is een fietspad aangebracht.
Langs de weg staan in de richting van Arnhem-Zuid kunstwerken van Marijke de Goey en Jos Kokke: Dansend vierkant en Observatorium. Een ander markant punt langs de route is Fort Westervoort. De Pleijweg passeert dit fort rakelings.

## Fotogalerij

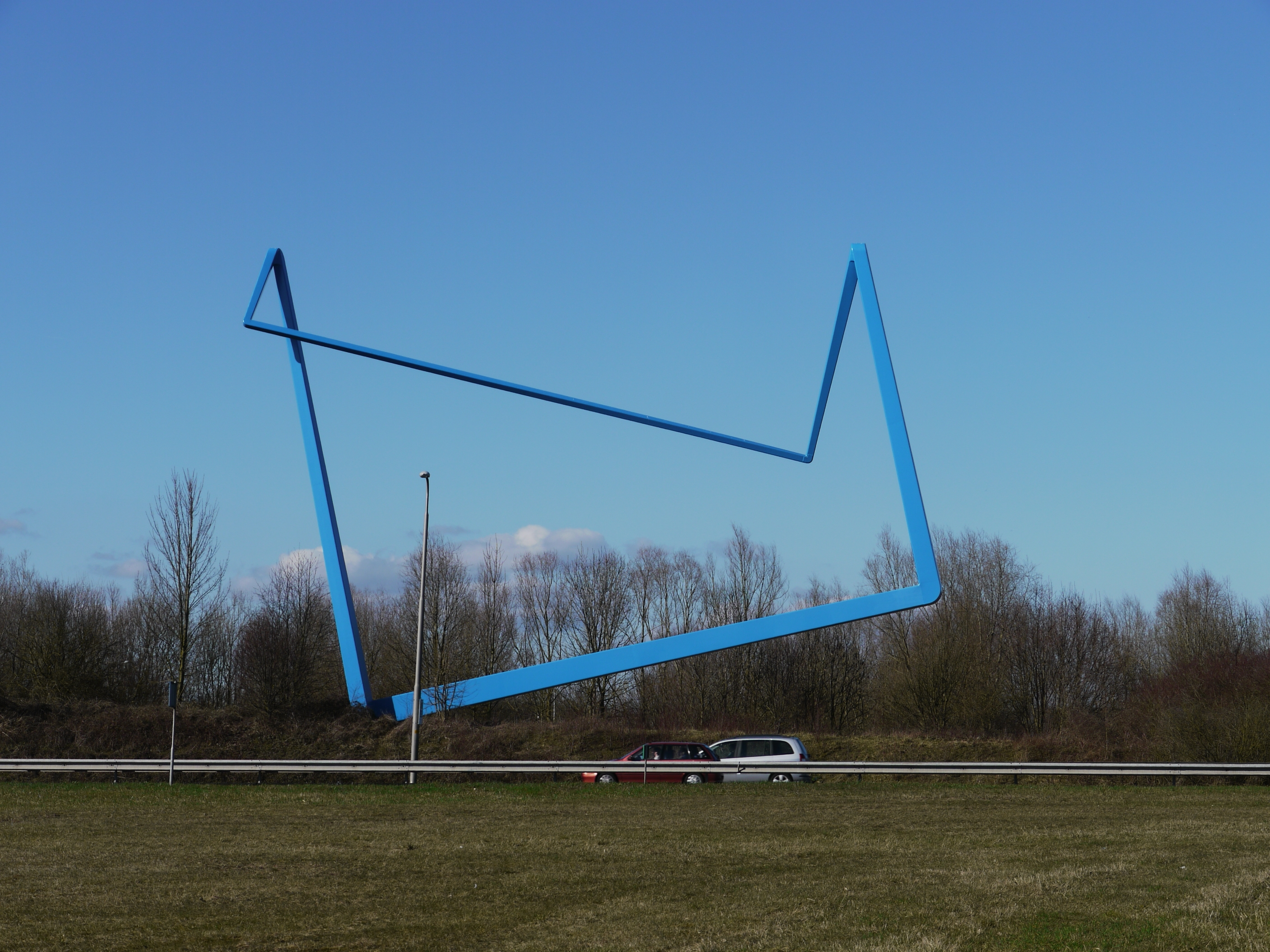
Dansend vierkant van Marijke de Goey
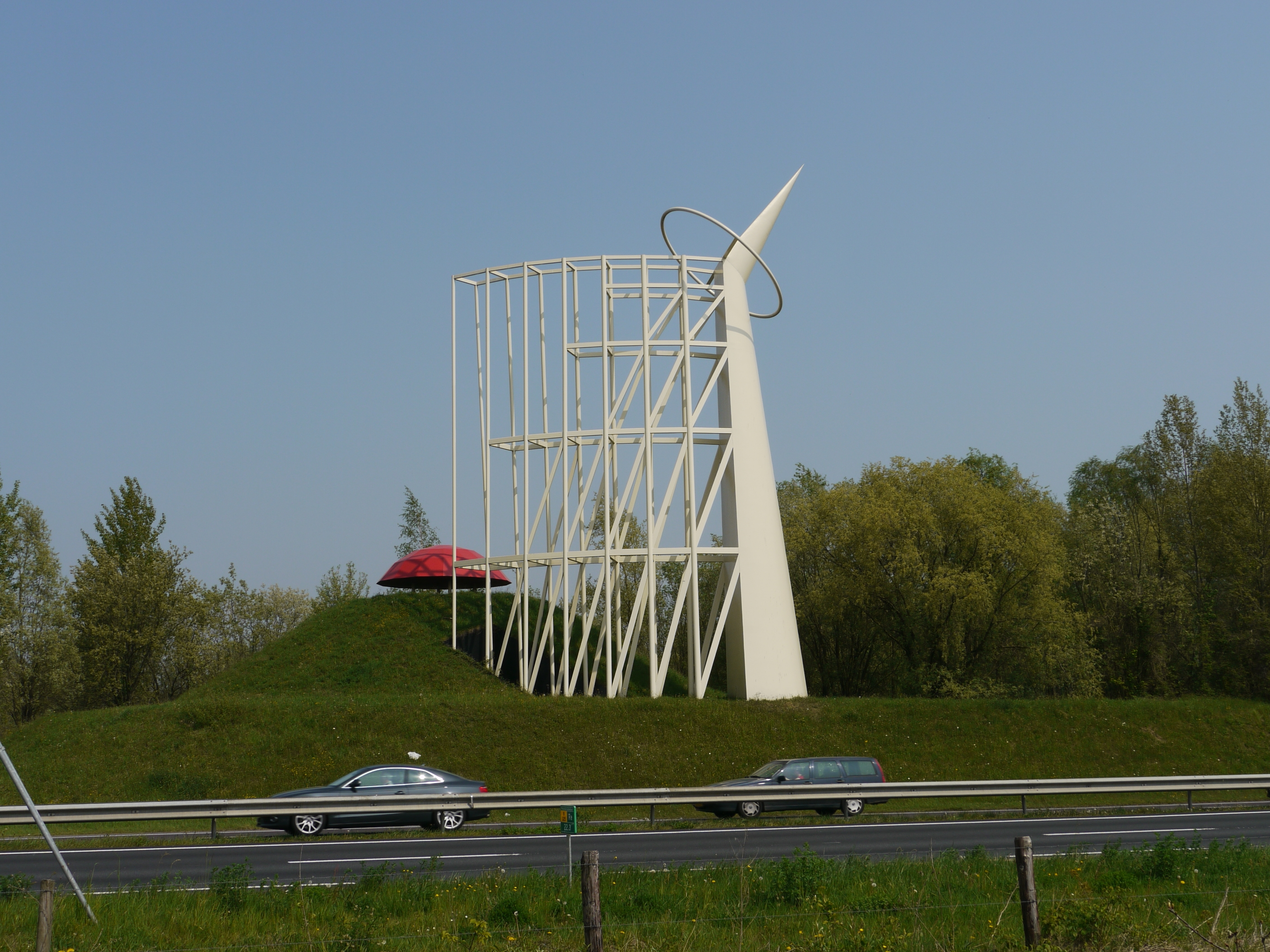
Observatorium van Jos Kokke.